# Gobuntu
Gobuntu — вариант операционной системы Ubuntu, который должен был быть свободнее других вариантов.
Gobuntu разрабатывается компанией Canonical Ltd. совместно с Free Software Foundation и является вариацией дистрибутива Ubuntu.

## Философия
Особенность Gobuntu — «ультраортодоксальный взгляд на лицензирование: никакого firmware, драйверов, графических изображений, звуков, приложений и другого содержимого, которое не включает в себя полного исходного кода материала и не сопровождается полными правами на модификацию и распространение». Таким образом, достигается полное соответствие определению свободного программного обеспечения (Free Software). Однако важно заметить, что строгая лицензионная политика в случае Gobuntu распространяется не только на непосредственно исходный код ПО, но и всё содержимое дистрибутива вообще.

## История
Первая информация о дистрибутиве появилась в сети 10 июля 2007 года, когда Марк Шаттлворт в своём блоге объявил о создании ещё одного дистрибутива семейства Ubuntu, призванного заменить собой схожий продукт — дистрибутив gNewSense. gNewSense разрабатывался организацией Free Software Foundation, был основан на базе Ubuntu, и представлял собой дистрибутив, в состав которого входили лишь те программы, которые распространялись на свободных условиях (в оригинальной Ubuntu пользователь может одним кликом мыши установить множество проприетарного программного обеспечения). Тем не менее, проект Free Software Foundation не получил большого резонанса в сообществе.

## Трудности
Основной целью проекта Gobuntu является предоставление лёгкого в использовании, но содержащего в себе лишь свободные компоненты дистрибутива. Тем не менее, разработчики столкнулись с определёнными трудностями при включении в дистрибутив многих известных Open Source проектов. К примеру, логотипы распространённого веб-браузера Mozilla Firefox и почтового клиента Mozilla Thunderbird являются зарегистрированными товарными знаками Mozilla Foundation, а среда выполнения Mono, всё более тесно интегрирующаяся в состав GNOME, содержит в себе некоторые патентные угрозы.
Выход новых версий дистрибутива происходил одновременно с выпуском новых дистрибутивов Ubuntu (с небольшой задержкой). На данный момент разработка прекращена. Последней стабильной версией является 8.04.1, однако она лишена графического инсталлятора.
Пользователям, желающим использовать только свободные компоненты, предлагается самостоятельно отключить репозитории Restricted и Multiverse, используя при этом любой другой из поддерживаемых на данное время дистрибутивов Ubuntu.

## Объединение с Ubuntu и закрытие проекта
13 июня 2008 года, менеджер сообщества Ubuntu Джоно Бэкон объявил, что проект Gobuntu завершится выпуском Gobuntu 8.04:
Команда разработчиков хотела бы объявить, что после выпуска Gobuntu 8.04 проект будет направлен на объединение многих компонентов в основной версии Ubuntu, такие как наш вариант установки «Только свободное программное обеспечение», который устанавливает только программное обеспечение, которое считается свободным в соответствии с определением свободы программного обеспечения Free Software Foundation. Эта опция установщика теперь устраняет необходимость в отдельном проекте, и в интересах снижения рабочей нагрузки разработчиков Ubuntu, проект будет сосредоточен на объединении как можно большего количества правок в основной Ubuntu.

## Выпуски
| Версия | Кодовое название | Дата выпуска       | Примечания                                |
| ------ | ---------------- | ------------------ | ----------------------------------------- |
| 7.10   | Гути Гиббон      | 18 октября 2007 г. |                                           |
| 8.04   | Харди Херон      | 1 июля 2008 г.     | Выпущено дополнительное обновление 8.04.1 |